# Villalba del Alcor
Villalba del Alcor er en by og kommune i det sydvestlige Spanien i provinsen Huelva. Den har et indbyggertal på 3.302 (2024) indbyggere.